# Alfaro
Alfaro es un municipio español perteneciente a la comunidad autónoma de La Rioja (España). Se sitúa al este de la provincia, en La Rioja Baja, siendo la cabecera de la comarca a la que da nombre y el municipio más extenso de toda La Rioja; linda con la comunidad Foral de Navarra. Su población es de 9874 habitantes (INE 2024), siendo la sexta localidad con mayor número de habitantes tras Logroño, Calahorra, Arnedo, Haro y Lardero. El río Ebro transcurre por el norte del municipio, donde desemboca el río Alhama tras rodear Alfaro por el oeste.

## Toponimia
Etimológicamente el nombre de «Alfaro» parece venir de la expresión árabe Al-Faruh que quiere decir 'el faro' o 'la atalaya'. En época romana fue llamado Graccurris, en honor al general romano Tiberio Sempronio Graco.
La situación geográfica de este lugar da pie a pensar en lo correcto de la anterior etimología ya que su situación es privilegiada en cuanto a la observación de toda la zona de la ribera del Ebro. En el escudo de armas de la ciudad aparece una llave que hace referencia a su estratégica situación y la leyenda Alfaro, Clavis castellae ('Alfaro, llave de Castilla') lo confirma.
También se vinculó el nombre «Alfaro» con «Alfara», que significa «cerámica» (del árabe al-fahhar, alfarero).

## Historia
Los primeros testimonios de la ocupación humana de estas tierras la dan los hallazgos arqueológicos del yacimiento de las Eras de San Martín, correspondientes a la Primera Edad de Hierro, en el siglo IX-VIII a. C. Sobre este primer poblado se encuentran evidencias de continuidad del asentamiento durante la Segunda Edad de Hierro, correspondientes a la cultura de los celtíberos o puede que de los vascones. Este asentamiento corresponde a Ilurcis, nombre que se cita con ocasión de la fundación de la ciudad romana de Graccurris.
El general romano Tiberio Sempronio Graco llegó a Ilurcis, tras derrotar a una confederación de celtíberos a los pies del Mons Caunus (monte Moncayo) y toma la ciudad, en el 179 a. C., fundando un nuevo núcleo de población que llevaría su mismo nombre, Graccurris, la primera fundación romana del Valle del Ebro. Se convertiría en un centro militar muy importante para llevar a cabo las expediciones, a través del valle del Alhama, contra Numancia (centro neurálgico del territorio celtíbero). Pasaría a ser municipio en tiempos del emperador Tiberio, momento en el que se acuñaron en la ceca de Graccurris ases y semises. El edificio más destacado (hasta el momento) del periodo imperial de Gracurris es un conjunto monumental religioso formado por tres templos con dos patios porticados con columnas y una piscina ritual de 25 m de anchura y más de 50 m de longitud. La piscina cuanta además con siete escalones de arenisca que darían acceso a la misma.
Está documentada arqueológicamente la existencia en las Eras de San Martín de dos asentamientos pertenecientes a la Alta Edad Media, uno visigodo y otro musulmán, lo cual confirma la continuidad de población en esta ubicación hasta el siglo IX. Los musulmanes cambiaron la ubicación al Alfaro actual, cambiando su nombre y pasando a denominarse Alfaro sin que se sepa el significado concreto del nombre, que parece estar ligado a la acepción 'castillo', 'faro` o 'fortaleza'. El rey cristiano Alfonso I de Aragón el Batallador toma la ciudad reconstruyendo las murallas. Es este rey quien hace el tan importante primer reparto de aguas, que aún hoy es recordado.
En 1208 tuvo lugar una reunión en Alfaro de cuatro reyes: Pedro II de Aragón, Sancho VII de Navarra, Alfonso IX de León y Alfonso VIII de Castilla. Sería la precursora de un acuerdo que luego desembocaría en la conjunta batalla de todos esos reinos en las Navas de Tolosa, logrando una victoria clave, que decantaría ya definitivamente la balanza en favor de los reinos cristianos y en detrimento de los musulmanes.
En 1253, Alfonso X el Sabio le otorgó carta de villa, aumentándose los privilegios de esta en 1287 por Sancho IV el Bravo, en 1331 por Fernando IV y en el siglo XV por Juan II de Castilla. El litigio sobre las aguas del río Alhama continúa y se intenta resolver en 1437 mediante el matrimonio de Enrique IV de Castilla y Blanca II de Navarra.
Felipe IV otorgó el título de ciudad a Alfaro en 1629 a cambio de 40 000 maravedíes pagados en distintos plazos. Durante los siglos XVII y XVIII tuvo una gran prosperidad que dejó en Alfaro casas de numerosas familias ilustres (Garcés del Garro, Quintana, Valles, Hurtado de Mendoza, González de Santa Cruz, Frías de Salazar, López de Montenegro o Echagüe).
Entre los días 26 y 28 de septiembre de 1832, se celebró en Alfaro la última junta extraordinaria de la Real Sociedad Económica de La Rioja, la cual era una de las sociedades de amigos del país fundadas en España en el siglo XVIII, conforme a los ideales de la ilustración. Tras ello fue disuelta finalmente en el año 1836.
Durante la guerra civil española, el 21 de julio de 1936 tropas navarras y logroñesas del bando sublevado tomaron la ciudad, siendo la única zona de La Rioja donde se opuso resistencia a los sublevados el 18 de julio.
La historia de Alfaro se recoge en tres publicaciones: "Opúculo geográfico e histórico de la ciudad de Alfaro", de Vicente Romera (1903), "Historia de la muy noble y muy leal ciudad de Alfaro", de Antonio de Blas Ladrón de Guevara (1915) e "Historia de Alfaro", de Joaquín Martínez Díez (1983). La Revista de Estudios Alfareños Graccurris es otra forma de conocer la historia de la localidad. Es un libro que recoge artículos de investigación de muchas y diferentes temáticas que sirven para actualizar el conocimiento recogido en las diferentes historias de Alfaro e incluso ampliarlo.
En 2011 se realizó la exposición de La Rioja Tierra Abierta cuyo tema principal fue la historia de Alfaro en el Barroco. Se ubicó en la colegiata de San Miguel, lugar único y emblemático del municipio y claro representante del periodo barroco. Recogió una exposición de trajes del siglo XVII y diferentes registros audiovisuales sobre la historia de Alfaro. Fue un gran festejo para la población, que se involucró totalmente en esta celebración durante los meses que tuvo lugar.

## Geografía
Integrado en la comarca de Rioja Baja, se sitúa a 71 kilómetros de Logroño. El término municipal está atravesado por la autopista Vasco-Aragonesa (AP-68), por la carretera nacional N-232, entre los pK 331 y 344, por la carretera nacional N-113 (Ágreda-Valtierra) y por las carreteras autonómicas LR-285, que une Rincón del Soto con Corella, LR-287, que conecta con Corella, LR-288, que se dirige a Castejón, y LR-289, que permite la comunicación con Grávalos.
| Noroeste: Rincón de Soto          | Norte: Milagro (Navarra) y Cadreita (Navarra) | Noreste: Valtierra (Navarra)                  |
| Oeste: Aldeanueva de Ebro y Autol |                                               | Este: Castejón (Navarra)                      |
| Suroeste: Autol                   | Sur: Grávalos y Cervera del Río Alhama        | Sureste: Corella (Navarra) y Fitero (Navarra) |

### Relieve
El norte del municipio está dominado por la ribera del río Ebro, el cual desciende desde Milagro hacia Castejón atravesando la Reserva Natural Sotos de Alfaro. Al sur de la localidad discurre el Canal de Lodosa, que se emplea para el regadío. El río Alhama entra en el territorio procedente de Corella y pasa por el pueblo antes de desembocar en el Ebro. Por el extremo suroeste se alza la sierra de Yerga, que alcanza los 1101 m en el límite con Autol y Grávalos. Finalmente, el monte Tambarría se sitúa al este de la localidad, con una altitud de 374 m. La altitud oscila por tanto entre los 1101 m en la sierra de Yerga y los 270 m a orillas del Ebro. El centro urbano se alza a 303 m sobre el nivel del mar.

### Clima
Precipitaciones
El volumen medio es de unos 350 mm al año. Se distribuyen de forma irregular durante todo el año, aunque son más frecuentes en primavera y otoño. En invierno suelen producirse de forma más ocasional y tanto en verano como en primavera suelen ser en forma de tormentas, pueden darse en dichas tormentas situaciones de granizo muy nocivas para la agricultura. Es poco habitual que nieve en Alfaro, ya que debido a su poca altitud (310 m), el valle del Ebro, que hace que se reduzca la precipitación y los fuertes vientos que hacen que las precipitaciones queden retenidas en las zonas montañosas. Es un clima muy seco, rozando en ocasiones la aridez fuerte, el más seco de toda La Rioja, ya que a medida que discurre el Ebro por el valle las precipitaciones disminuyen. En verano hay alto riesgo de incendio, en las zonas no próximas al Ebro, ya que son extremadamente secas. Las zonas cercanas a los sotos son una excepción, allí hay un vegetación excepcional influenciada por el Ebro.
Temperatura
La temperatura media varía entre los 13 °C a 14 °C, con una amplitud térmica acusada, debido a la poca influencia del mar en la zona. Temperaturas frías en invierno, variando entre los 3 °C y 5 °C el mes más frío, y cálidas en verano, con una temperatura media de unos 23 °C a 25 °C. Por temperaturas es un clima mediterráneo continentalizado, porque aunque hay gran amplitud térmica, las temperaturas en invierno no llegan a valores tan bajos y en verano son muy altas. Además se observa una gran diferencia de temperatura entre el día y la noche, típico de climas continentales. Las temperaturas mínimas todos los años suelen llegar a -5 °C, en ocasiones se ha llegado a -10 °C. Las temperaturas máximas superan con frecuencia los 35 °C en verano, y en ocasiones puntuales llegando a más de 40 °C. En invierno hay numerosas heladas, que en ocasiones dañan los cultivos. También es frecuente encontrar nieblas en los días anticiclónicos de invierno, en ocasiones persistentes durante varios días, las cuales hacen que las temperaturas no superen los 0 °C. Presenta una amplitud térmica media de 18,5 °C.

### Recursos naturales
Reserva Natural de los Sotos del Ebro

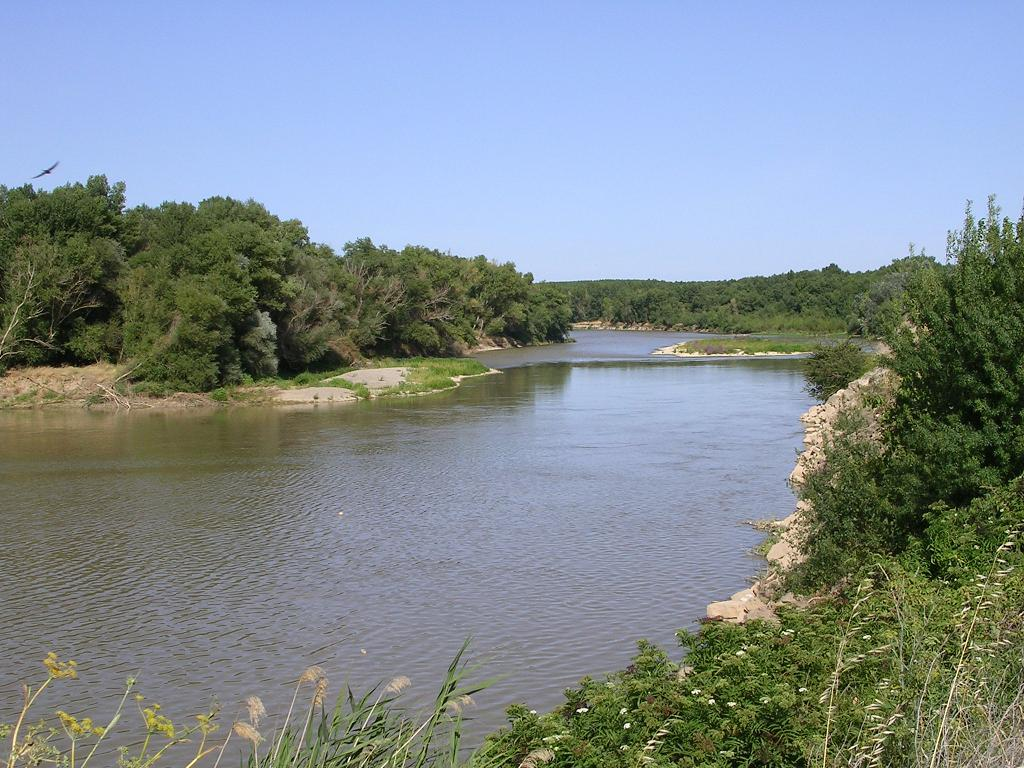
Reserva Natural de los Sotos del Ebro, Alfaro

Los Sotos del Ebro fueron declarados Reserva Natural el 25 de mayo de 2001. Abarca una zona protegida de 476 ha compuestas por bosques de ribera. Es una de las últimas zonas de La Rioja en las que podemos encontrar este tipo de bosques compuestos por: sauces, álamos, chopos, alisos, fresnos, olmos, entre otros.

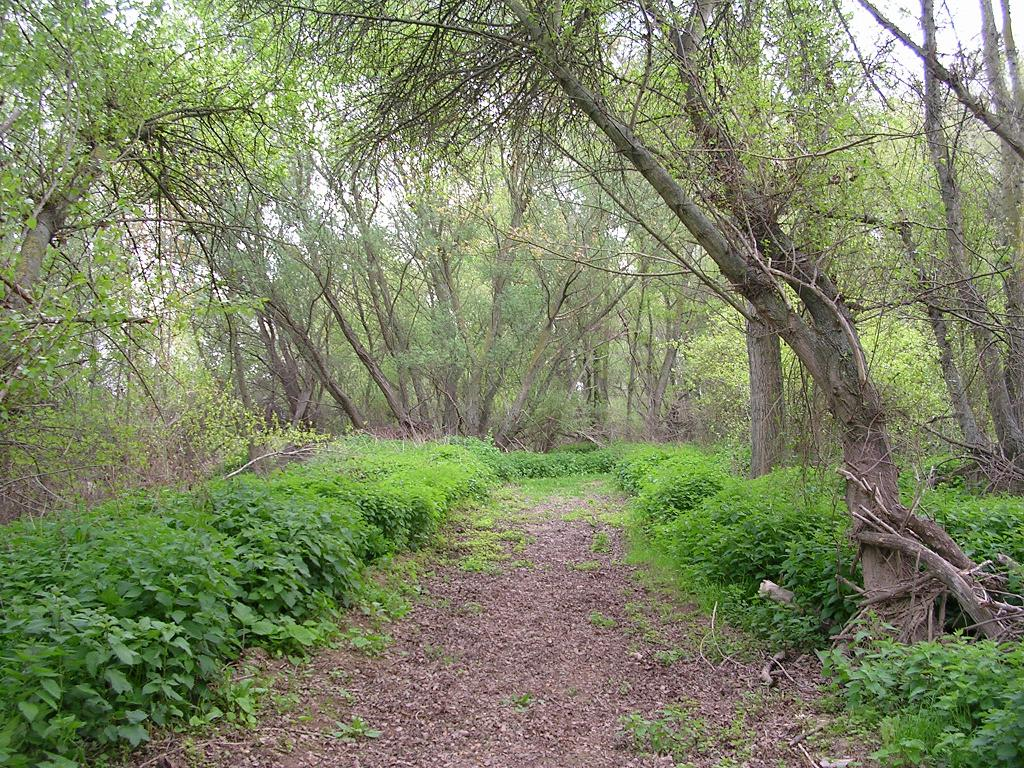
Sendero de la Reserva Natural

Aquí el río Ebro baja por una anchisima llanura aluvial, lo que le permite formar un gran número de meandros. Es una zona de gran valor ecológico, ya que contiene una gran diversidad de fauna: 13 especies de peces, 20 de anfibios y reptiles, 172 especies de aves y 28 de mamíferos; entre los que los que destacan:
Encontramos tanto especies autóctonas como el barbo del Ebro (Barbus graellsii) o la loína o madrilla (Chondrostoma miegii) o el bagre (Squalius cephalus). También habita estas aguas el fraile (Salaria fubliatilis) incluida en el Catálogo Regional de Especies Amenazadas, otras introducidas, entre las que tenemos la carpa (Cyprinus carpio), el lucio (Exos lucius), el alburno (Alburnus alburnus) y el Siluro (Siluros glanis), de reciente y nada deseable introducción.
Las condiciones de humedad que en ellos se dan favorecen la presencia de anfibios como el sapo corredor (Bufo calamita) o el sapo partero (Alytes obstetricans) o el sapo de espuelas (Pelobates cultripes) y asociados más directamente al agua tenemos la rana común (Rana perezi). Entre los reptiles la culebra viperina (Natrix maura) es la más abundante, y los más escasos los galápagos de agua dulce: el galápago leproso (Mauremys leprosa) y el galápago europeo (Emys orbicularis).
De gran importancia es también la función que los sotos desarrollan para las aves migratorias como lugares de refugio y alimentación, más teniendo en cuenta la gran producción de bayas y semillas que se dan en el ecosistema. De esta forma, tanto durante las migraciones como en la invernada, los sotos acogen una variada representación de aves que en los periodos adversos se desplazan lejos de sus lugares de nidificación. Así podemos ver pasando el invierno, entre otros: cormorán grande (Phalacrocorax carbo), anátidas, garza real (Ardea cinerea), milano real (Milvus milvus), zorzales, mitos (Aegithalos caudatus) o distintas agrupaciones de fringílidos.
De la variada comunidad de aves que podemos observar nidificando, durante el período estival, en los Sotos de Alfaro, destacamos rapaces como el gavilán (Accipiter nisus), acuáticas como el ánade real (Anas platyrhynchos), limícolas como el chorlitejo chico (Charadrius dubius), pícidos como el pito real (Picus viridis) y el escaso pico menor (Dendrocopos minor), la tórtola (Streptopelia turtur), el cuco (Cuculus canorus), martín pescador (Alcedo atthis), oropéndolas (Oriolus oriolus), aviones zapadores (Riparia riparia) y una gran variedad de pajarillos como el ruiseñor común (Luscinia megarhynchos), el petirrojo (Erithacus rubecula), el mirlo (Turdus merula), el chochín (Troglodytes troglodytes), el zarcero común (Hippolais polyglotta), la curruca capirotada (Sylvia atricapilla), el mosquitero común (Phylloscopus collybita), el agateador común (Certhia brachidactila), el pájaro moscón (Remiz pendulinus), o el escribano soteño (Emberiza cirlus). En cuanto a los mamíferos herbívoros en los Sotos de Alfaro encontramos desde musgaño enano (Suncus etruscus), ratones de campo (Apodemus sylvaticus), topillos (Microtus duodecimcostatus) y ratas de agua (Arbicola sapidus), y omnívoros como el jabalí (Sus scrofa). Entre los mamíferos carnívoros es segura la presencia del zorro (Vulpes vulpes), la jineta (Genetta genetta) y el tejón (Meles meles) la comadreja (Mustela nivalis), el turón (Mustela putorius) o el gato montés (Felis silvestris), carnívoros todos ellos que, también encontramos asociados a otro tipo de ambientes.
Además en los sotos viven dos mamíferos emblemáticos muy vinculados al medio acuático: la nutria (Lutra lutra) y el visón europeo (Mustela lutreola). La primera presenta una buena distribución en los ríos montañosos de la comunidad, en el río Ebro se rarifica y en La Rioja Baja solo aparece en sitios con orillas bien conservadas como los Sotos de Alfaro. Por su parte, el caso del visón europeo es digno de tenerse en cuenta. Hasta 1994 no se conocía la presencia de la especie en La Rioja y con el tiempo su expansión a lo largo del Ebro ha llegado hasta los sotos de Alfaro a partir de poblaciones del norte de la península ibérica.
Podríamos dividir la reserva en varios sotos: Sotos de la Nava, el Hormiguero, el Estajao y Máquinas en la margen derecha y en la izquierda los de Morales, soto Grande de Alfaro, de la Duquesa y del Tamarigal.
En realidad esto es solo una pequeña parte de lo en que su día fueron los bosques de ribera de esta zona, ahora solo quedan pequeñas bandas de vegetación a los lados del río, a excepción de zonas como la Reserva, con extensos bosques con árboles de más de 15 m.
A lo largo del año se realizan actividades en los sotos, con paseos a pie o en bicicleta con guías, pero también se puede ir y visitarlo en soledad, paseando por todos sus caminos. Realmente merece la pena visitar la reserva, y de paso el centro de interpretación de la naturaleza que se encuentra en la plaza de España.

### Las cigüeñas

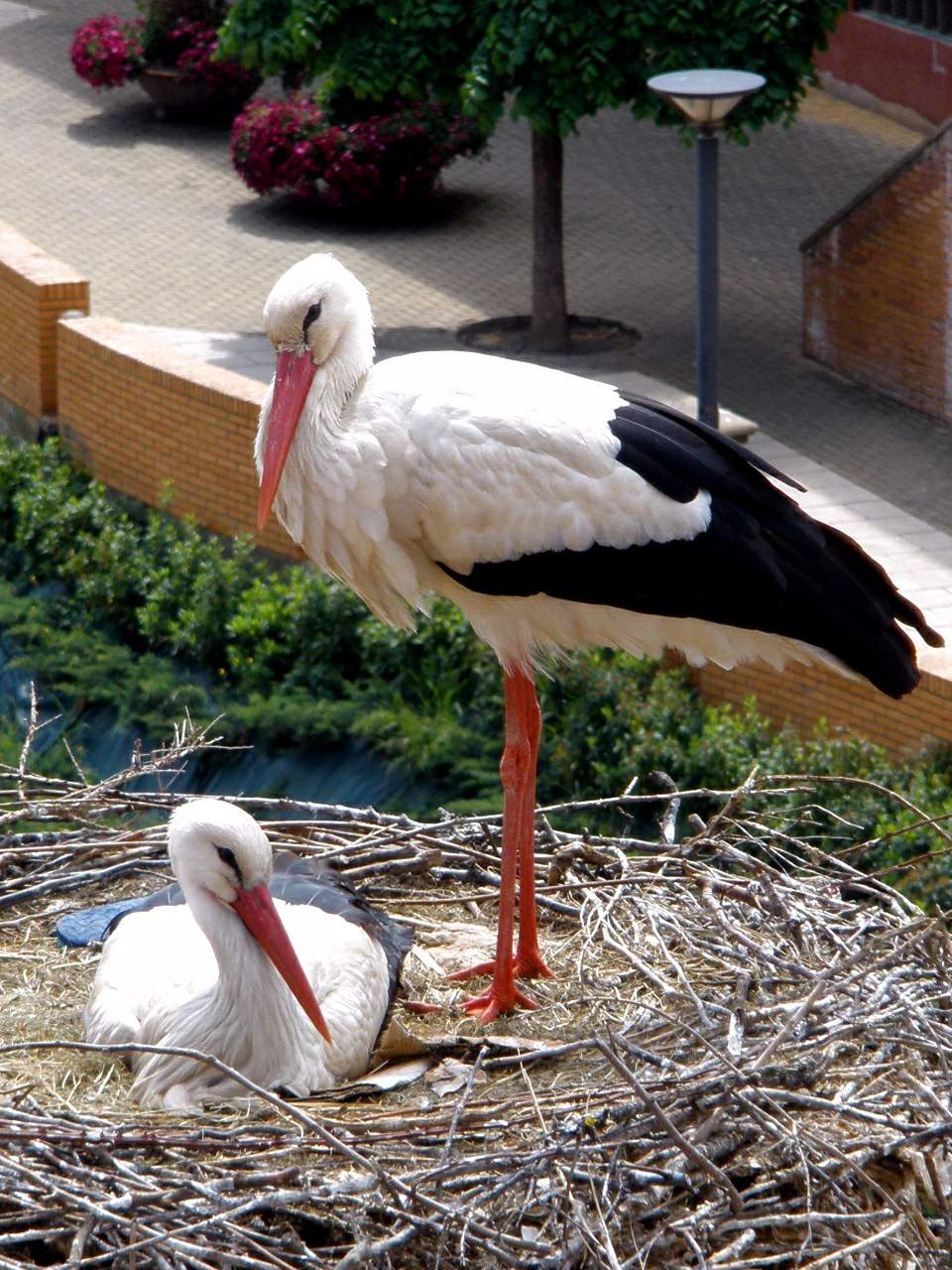
Pareja de cigüeñas anidando en las cubiertas de la colegiata. Imagen tomada desde la torre-campanario del edificio

Las cigüeñas son las protagonistas de la ciudad de Alfaro, más de 120 nidos y 500 cigüeñas en la época de cría son las que habitan en los tejados de la Colegiata de San Miguel Arcángel, el templo más grande de toda La Rioja. Año tras año esta colonia crece, y siguen construyendo sus enormes nidos que pueden llegar a pesar más de 500 kg. Son tantas las cigüeñas que anidan en Alfaro que los 3000 m² de tejados de que disponen en la Colegiata se les hacen pequeños, y ya anidan en otras iglesias, en bloques de pisos, torres eléctricas etc, dejando de lado la imagen del campanario con su nido de cigüeña. La ciudad de Alfaro alberga en la actualidad la mayor colonia urbana de cigüeña blanca del mundo ubicada en un solo edificio, la Colegiata de San Miguel Arcángel, declarada Monumento Histórico Artístico.
Durante la época de anidación y cría los cielos de Alfaro se llenan de estas aves, que llevan materiales para los nidos o comida para su cigoñinos. El lugar perfecto para verlas es la plaza de España y el mirador de las Cigüeñas.
En los últimos años la población de cigüeñas en España ha ido en aumento, pero esto no es motivo suficiente para el impresionante crecimiento de la colonia en Alfaro, otros factores que han influido son la cercanía del río Ebro y sus Sotos, la cercanía también del río Alhama y como no, toda la huerta Alfareña y aquí es donde las cigüeñas hacen una de las labores más apreciadas por los Alfareños que trabajan sus tierras, estas aves se encargan de eliminar numerosos roedores y demás animales que afectan negativamente a las cosechas. Pero todo esto no es todo, porque otras localidades cercanas también tienen estas características y no se ha producido este fenómeno, el factor fundamental es la Colegiata, en la que sus numerosas y amplias repisas, torres, linternas, pináculos, etc han propiciado que las cigüeñas elijan este lugar para anidar.
Las cigüeñas no son aves que vivan en grandes colonias, pero Alfaro es la excepción y esta modificación de comportamiento conlleva muchos otros cambios. Aquí se puede ver como las cigüeñas se roban materiales del nido unas a otras, o como los pollos se cambian de nido y son aceptados por otros adultos. La colegiata es un punto importante del estudio de estas aves tan queridas y mimadas en Alfaro.

## Demografía
Cuenta con una población de 9874 habitantes (INE 2024).
| Gráfica de evolución demográfica de Alfaro entre 1842 y 2021                                                        |
| |
| Población de derecho según los censos de población del INE Población de hecho según los censos de población del INE |

## Economía
Por empresas en Alfaro la mayoría están dedicadas al sector servicios (un 55,3 %), seguidas por las del sector industrial (un 22 %), sector de la construcción (13,3 %), agricultura (9,4 %). Por personas ocupadas en cada sector: industrial (39,1 %), servicios (36,2 %), construcción (13,6 %) y agricultura (11,1 %) (datos obtenidos de Caja España, 2008). El término municipal de Alfaro cuenta con una extensión de más de 3900 hectáreas de viñedo, siendo la que cuenta con mayor extensión de toda la D.O.Ca. Rioja. Es especialmente abundante en viñedos las faldas del monte Yerga, muchos de ellos no cuentan con regadío.

### Evolución de la deuda viva
El concepto de deuda viva contempla sólo las deudas con cajas y bancos relativas a créditos financieros, valores de renta fija y préstamos o créditos transferidos a terceros, excluyéndose, por tanto, la deuda comercial.
| Gráfica de evolución de la deuda viva del ayuntamiento entre 2008 y 2019                             |
| |
| Deuda viva del ayuntamiento en miles de Euros según datos del Ministerio de Hacienda y Ad. Públicas. |

La deuda viva municipal por habitante en 2014 ascendía a 152,77 €.

## Administración y política
La administración política de la ciudad se realiza a través del Ayuntamiento cuyos componentes se eligen cada cuatro años por sufragio universal. El censo está compuesto por todos los residentes empadronados en Alfaro mayores de 18 años. La sede del ayuntamiento se encuentra en calle Las Pozas, 14.

### Alcaldes

#### Alcaldes del Movimiento Nacional durante la Dictadura franquista
| Periodo   | Nombre del alcalde              | Partido político |
| --------- | ------------------------------- | ---------------- |
| 1956      | Manuel Navajas Llorente         | -                |
| 1956      | Enrique Tosantos Salazar        | -                |
| 1956-1957 | Manuel Castillo Castillo        | -                |
| 1957-1958 | José Ignacio de la Torre Belsué | -                |
| 1958-1959 | Victoriano Ruiz Ramos           | -                |
| 1959-1971 | Emilio Bustamante Martín        | -                |
| 1971-1972 | Félix Arbizu Lestau             | -                |
| 1972-1974 | Eugenio Hernández Varea         | -                |
| 1974-1977 | Mariano Cuartero Ezpeleta       | -                |
| 1977-1979 | José Luis Prusén Vicente        | -                |

#### Lista de alcaldes desde las elecciones democráticas de 1979
| Periodo   | Nombre                            | Partido |
| --------- | --------------------------------- | ------- |
| 1979-1983 | Antonio Rodríguez Basulto         | UCD     |
| 1983-1987 | Julián Jiménez Velilla            | PSOE    |
| 1987-1991 | Julián Jiménez Velilla            | PSOE    |
| 1991-1995 | Julián Jiménez Velilla            | PSOE    |
| 1995-1999 | Clemente Bea Segura               | PP      |
| 1999-2003 | María Concepción Iribar Fernández | PP      |
| 2003-2007 | Tomás Martínez                    | PSOE    |
| 2007-2011 | Tomás Martínez                    | PSOE    |
| 2011-2015 | María Yolanda Preciado Moreno     | PP      |
| 2015-2019 | María Yolanda Preciado Moreno     | PP      |
| 2019-2023 | Julián Jiménez Velilla            | PSOE    |
| 2023-act. | María Yolanda Preciado Moreno     | PP      |

| Partido político                         | 2023    | 2023  | 2023       | 2019    | 2019  | 2019       |
| Partido político                         | Votos   | Votos | Concejales | Votos   | Votos | Concejales |
| ---------------------------------------- | ------- | ----- | ---------- | ------- | ----- | ---------- |
| Partido Popular (PP)                     | 55 %    | 2 640 | 8          | 42,88 % | 2 049 | 6          |
| Partido Socialista Obrero Español (PSOE) | 29,93 % | 1 437 | 4          | 44,6 %  | 2 131 | 6          |
| Izquierda Unida (UI)                     | 7,95 %  | 382   | 1          | 7,07 %  | 338   | 1          |
| Vox                                      | 2,93 %  | 141   | 0          | —       | —     | —          |
| Por La Rioja (PLRi)                      | 2,45 %  | 118   | 0          | —       | —     | —          |
| Podemos-Equo                             | —       | —     | —          | 2,62 %  | 125   | 0          |
| Partido Riojano (PR+)                    | —       | —     | —          | 1,34 %  | 64    | 0          |

## Servicios

### Comunicaciones

#### Carreteras
| AP-68  | La autopista Bilbao - Zaragoza, se dispone a lo largo del valle medio del Ebro, siendo un importante eje de comunicación.                                       |
| N-232  | Esta carretera se encuentra al sur del casco urbano de Alfaro, atraviesa las provincias de: Castellón, Teruel, Zaragoza, Navarra, La Rioja, Burgos y Santander. |
| N-113  | Une Ágreda con Valtierra y enlaza con la N-232 en el término municipal de Alfaro.                                                                               |
| LR-287 | Carretera que une Alfaro con Corella, donde se encuentra el enlace con la AP-68.                                                                                |
| LR-288 | Carretera que une Alfaro con Castejón, enlaza con la N-113 la cual a pocos kilómetros conecta con la AP-15.                                                     |
| LR-385 | Une Alfaro y Grávalos. |
| LR-285 | Esta carretera une Rincón de Soto y Corella, tiene enlace con la N-232.                                                                                         |

#### Estación de autobuses
Edificio de nueva construcción, situado junto a la avenida de Zaragoza. Servicios regulares a Burgos, Logroño, Calahorra, Tudela, Pamplona, Soria y Zaragoza entre otras localidades.

#### Estación de ferrocarril
Se encuentra al norte del municipio, al final de la avenida de la Vía. Se trata de una estación de Adif (n.º 81110), situada en el punto kilométrico 5,3 de la línea 700 de Adif (de Intermodal Abando Indalecio Prieto a Casetas), en el eje Zaragoza-Bilbao. Actualmente ofrece servicio a ciudades como: Barcelona, Bilbao, Calahorra, Guadalajara, Lérida, Logroño, Madrid, Tarragona, Tudela y Zaragoza. Los destinos entre Zaragoza y Logroño son los mejor comunicados. No dispone de atención presencial.

#### Transporte urbano
Alfaro dispone de un servicio de bus urbano gratuito en temporada de verano, que une el polideportivo municipal La Molineta con varios puntos del casco urbano, así como la estación de ferrocarril y autobuses.
La única parada de taxis de la localidad se encuentra junto a la plaza de España.

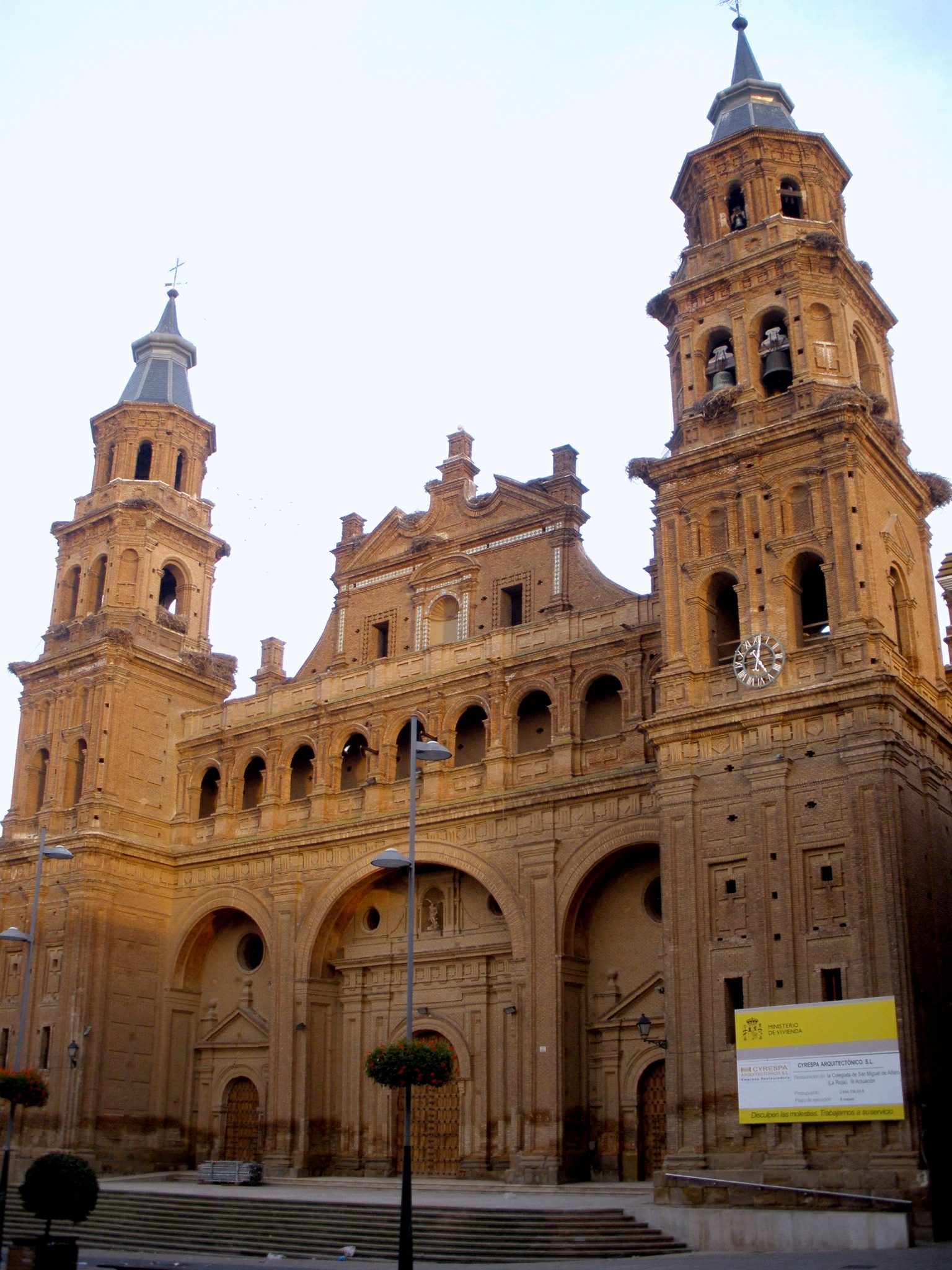
Colegiata de San Miguel

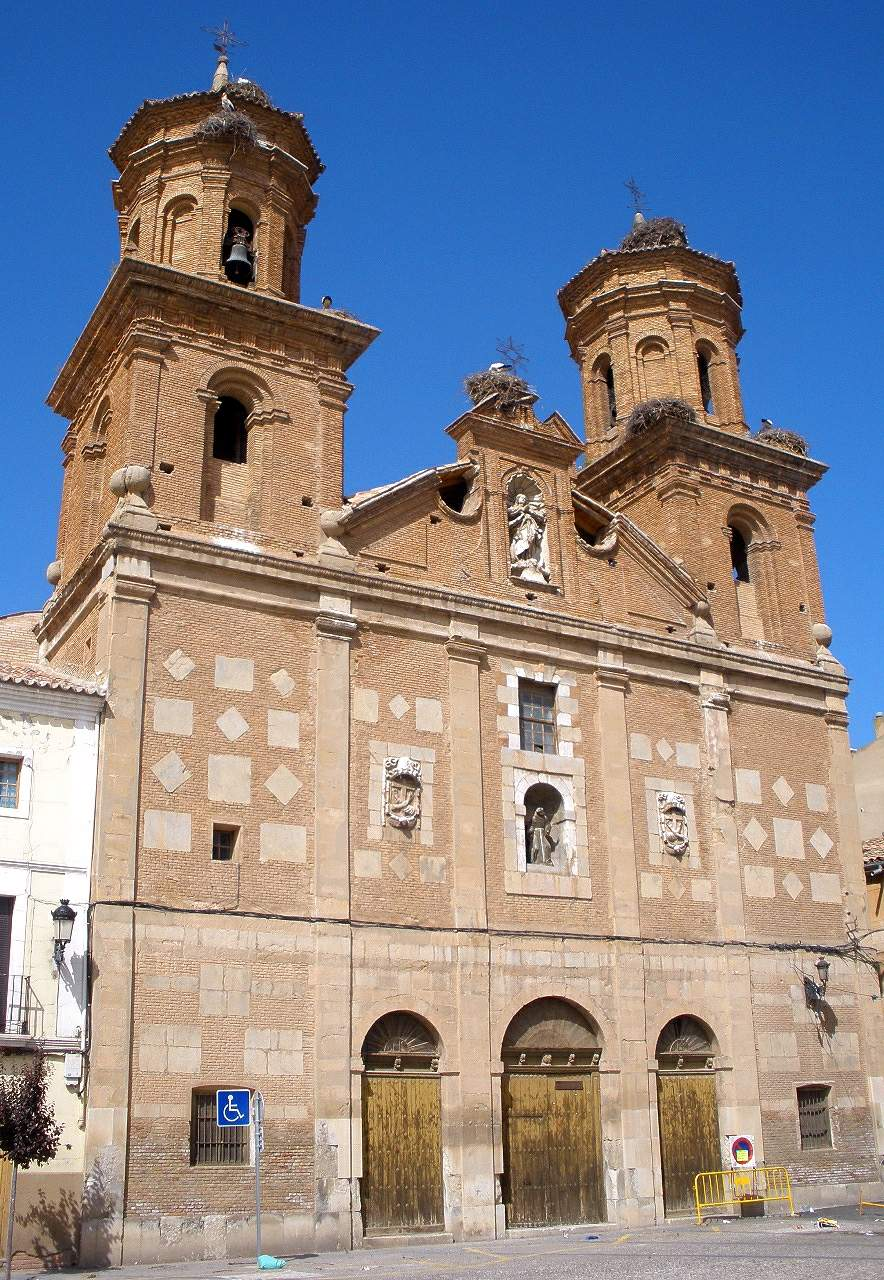
Convento de San Francisco

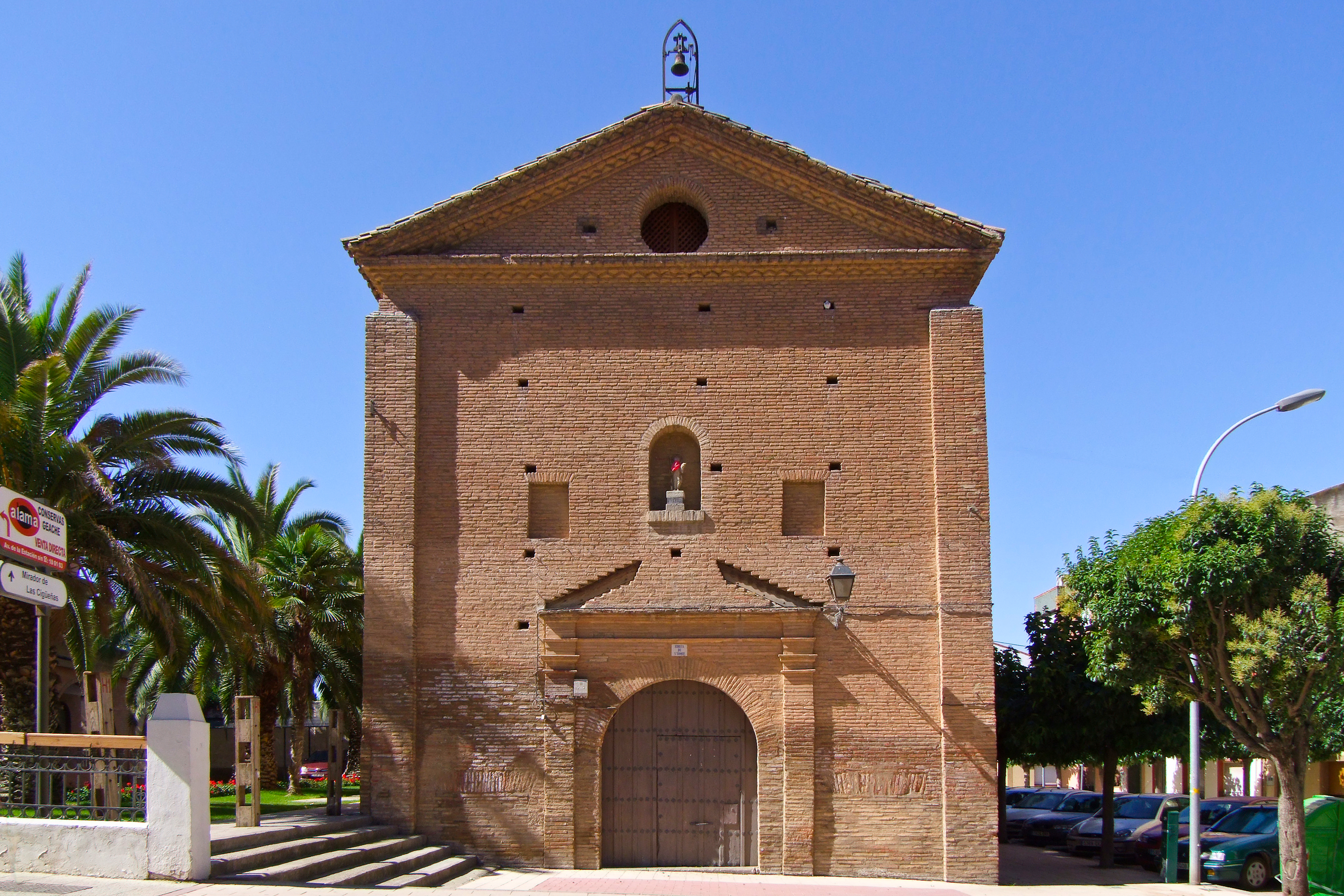
Ermita de San Roque

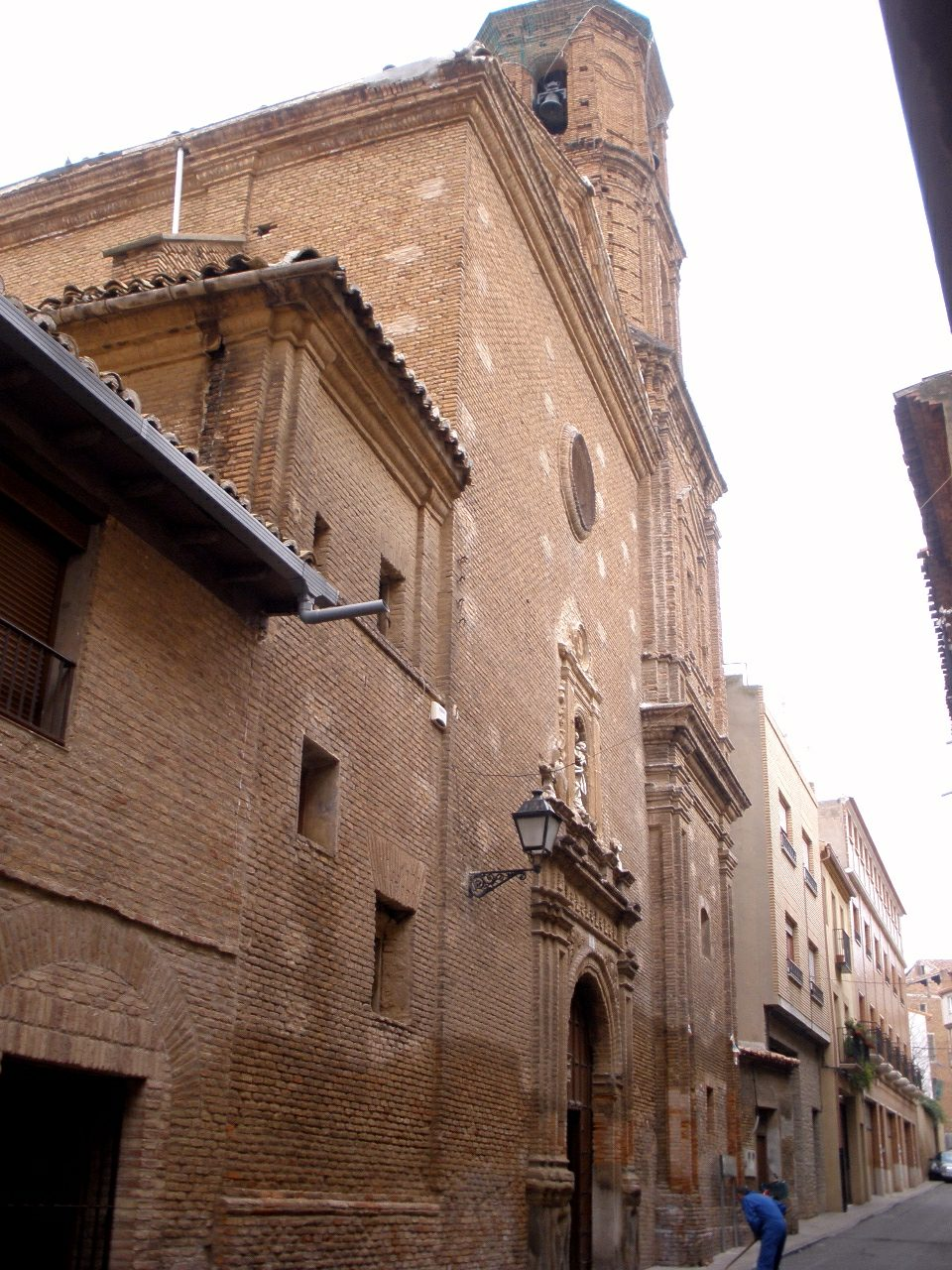
Iglesia de Nuestra Señora del Burgo

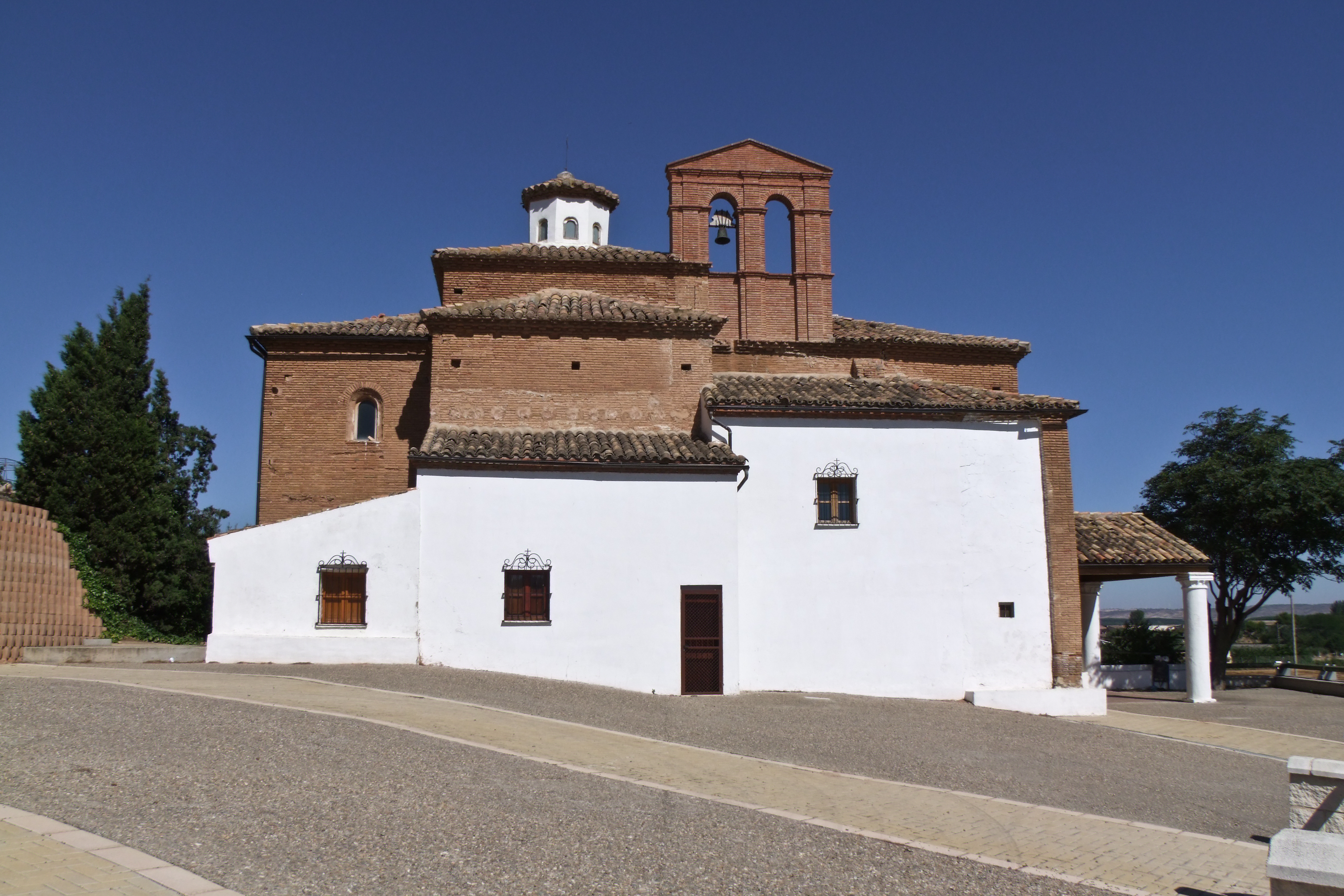
Ermita de la Virgen del Pilar

## Patrimonio arquitectónico y cultural

### Arquitectura religiosa
- Colegiata San Miguel Arcángel

Fue declarada Monumento Nacional el 23 de abril de 1976. Es el templo más grande de toda La Rioja. Se tardó más de 100 años en construir, entre los siglos XVI y XVII. A su fachada clasicista se accede desde una gran escalinata. Dicha fachada está protegida por dos torres gemelas de 4 cuerpos y 50 m de altura cada una. Cabe destacar su coro y la verja desde la que se accede a él y los numerosos retablos, entre los que destacan los del arquitecto Juan de Arregui del año 1727 y dos crucifijos, uno de marfil del siglo XVII y otro gótico del siglo XIV, además de las obras de arte que se encuentran en el interior. Su cabildo es uno de los más antiguos de España, y fue presidido por un abad mitrado de presentación real. Se acometió una obra de rehabilitación que la ha mantenido cerrada durante siete años coincidiendo su reapertura con la inauguración de la exposición bianual "La Rioja Tierra Abierta" cuya sede ha sido San Miguel desde el 8 de abril al 12 de octubre de 2011 bajo el título "La fiesta barroca". En su tejado se aloja la mayor colonia urbana de cigüeñas blancas del mundo en un solo edificio.
- Convento de la Inmaculada Concepción

Convento de monjas Concepcionistas y Franciscanas, fue construido entre los años 1639 y 1647 y se encuentra al lado norte de su iglesia a la que se accede por un arco de medio punto. En su interior se encuentra el altar mayor, de estilo rococó. En la actualidad pertenece al Ayuntamiento de la ciudad y está a la espera de recibir ayudas de fondo europeo para abarcar varias asociaciones de la localidad y darle uso cultural. 
- Iglesia de San Francisco

Se comenzó a construir en 1634 y es de estilo clasicista. Está construida en ladrillo y con piedras del antiguo castillo. Se encuentra situada en la plaza que lleva su nombre. Junto a ella se alza un antiguo convento que ahora funciona como colegio. En la actualidad esta iglesia se encuentra cerrada, pendiente de unas obras de reforma.
- Ermita de San Roque

Se encuentra en la calle San Roque, junto al centro de salud. Se construyó en el siglo XVII y es de estilo barroco. A ella se accede por un arco de medio punto y el techo es de cielo raso ya que hace unos años se hundieron las bóvedas.
- Iglesia de Nuestra Señora del Burgo

Situada en la calle que lleva su nombre, en el antiguo barrio cristiano de "La Puebla", es de estilo clasicista en su exterior y barroco en su interior. Tiene una torre de cuatro cuerpos, y en su interior destaca el altar mayor y el retablo rococó de 1752. Esta iglesia está dedicada a la imagen de la Virgen del Burgo, patrona de Alfaro.
- Ermita del Pilar: se encuentra a unos 3 km del casco urbano de Alfaro, de estilo clasicista. Cada 12 de octubre los alfareños se desplazan hasta allí para adquirir los típicos cordones consagrados.

### Arquitectura civil
- Antigua Cárcel: fue construida en 1867 como cárcel, en la actualidad es el albergue juvenil Río Alhama. Aún se conservan celdas con sus grandes puertas y los sótanos de castigo con cadenas y argollas. En lo que es ahora un parque se encontraba la antigua casa cuartel. El albergue está gestionado por la comunidad autónoma de La Rioja y cuenta con cómodas habitaciones en lo que en un tiempo eran las celdas, comedor, sala de juegos y TV, cocinas, etc.
- Palacio Sáenz de Heredia: fue mandado construir por D. Gregorio Sáenz de Heredia (abuelo del fundador de la Falange Española) en 1871. Todo el palacio se conserva en un magnífico estado. La fachada cuenta con 23 ventanas y 12 grandes balcones alrededor de la puerta principal. En su interior se encuentra una majestuosa escalera, la galería principal y los sótanos. En el solar que ocupa el palacio (que fue antigua residencia de la familia Primo de Rivera) se levantaba la casona que albergó a Felipe V en 1711. En la actualidad el palacio es casa y colegio de las monjas del Amor Misericordioso.
- Palacio Remírez: fue mandado construir por D. Teodoro Remírez en el lugar donde se encontraba el antiguo convento de los Agustinos.
- Casa Consistorial: se encuentra ubicado en la plaza de España. Tiene una fachada neoclásica y un frontón triangular. Antiguamente fue el Ayuntamiento de Alfaro, actualmente se encuentra completamente rehabilitado; en la planta baja se encuentra la Oficina de Turismo, en la primera el centro de interpretación de la naturaleza y en la segunda salas para exposiciones. El conjunto recibe el nombre colectivo de centro cultural, rurístico y medioambiental.
- Palacio Abacial: fue construido en la segunda mitad del siglo XVIII por el abad del Río. Es el edificio civil más importante por sus dimensiones. Actualmente alberga el Ayuntamiento de Alfaro, la biblioteca, la ciberteca, el archivo municipal y el futuro museo. Tiene incoado expediente como Bien de Interés Cultural en la categoría de Monumento desde el 25 de junio de 1984.[13]

### Monumentos arqueológicos

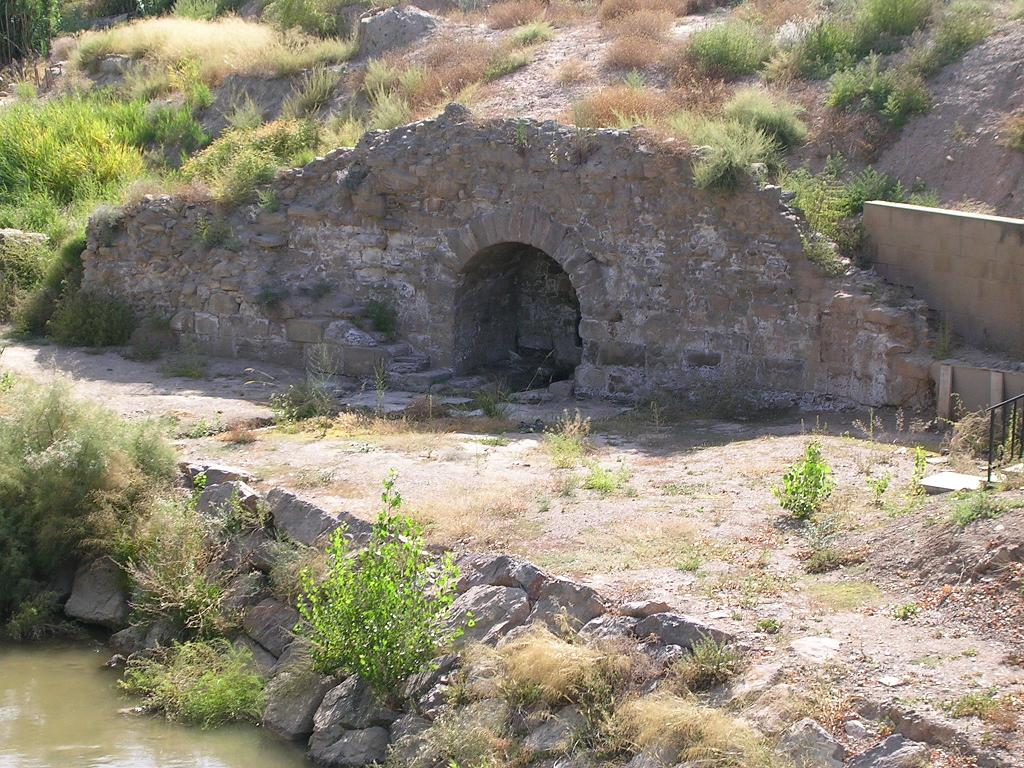
Ninfeo Romano

- Ninfeo Romano: esta fuente romana del siglo I es la parte mejor conservada de un conjunto hidráulico compuesto por presa y puente. La fuente se sitúa en una de las manguardias del puente. Pese al nombre de ninfeo no se puede afirmar que estuviese dedicado a las ninfas del Alhama, ya que esta denominación se aplica en los estudios de arquitectura clásica a todas las fuentes monumentales. Se encuentra a un lado de la avenida de Zaragoza en dirección Logroño nada más pasar el puente sobre el río. Declarado Bien de Interés Cultural en la categoría de Monumento desde el 18 de diciembre de 1981.[14]
- Eras de San Martín: Alfaro es una ciudad con 3000 años de historia desde los primeros pobladores, en la Edad del Hierro, hasta la actualidad, pasando por celtíberos, romanos, visigodos y árabes. Se pueden encontrar numerosos restos arqueológicos por todo el municipio. Aquí se pueden observar una piscina romana y parte de un poblado altomedieval.[15]

## Cultura

### Fiestas

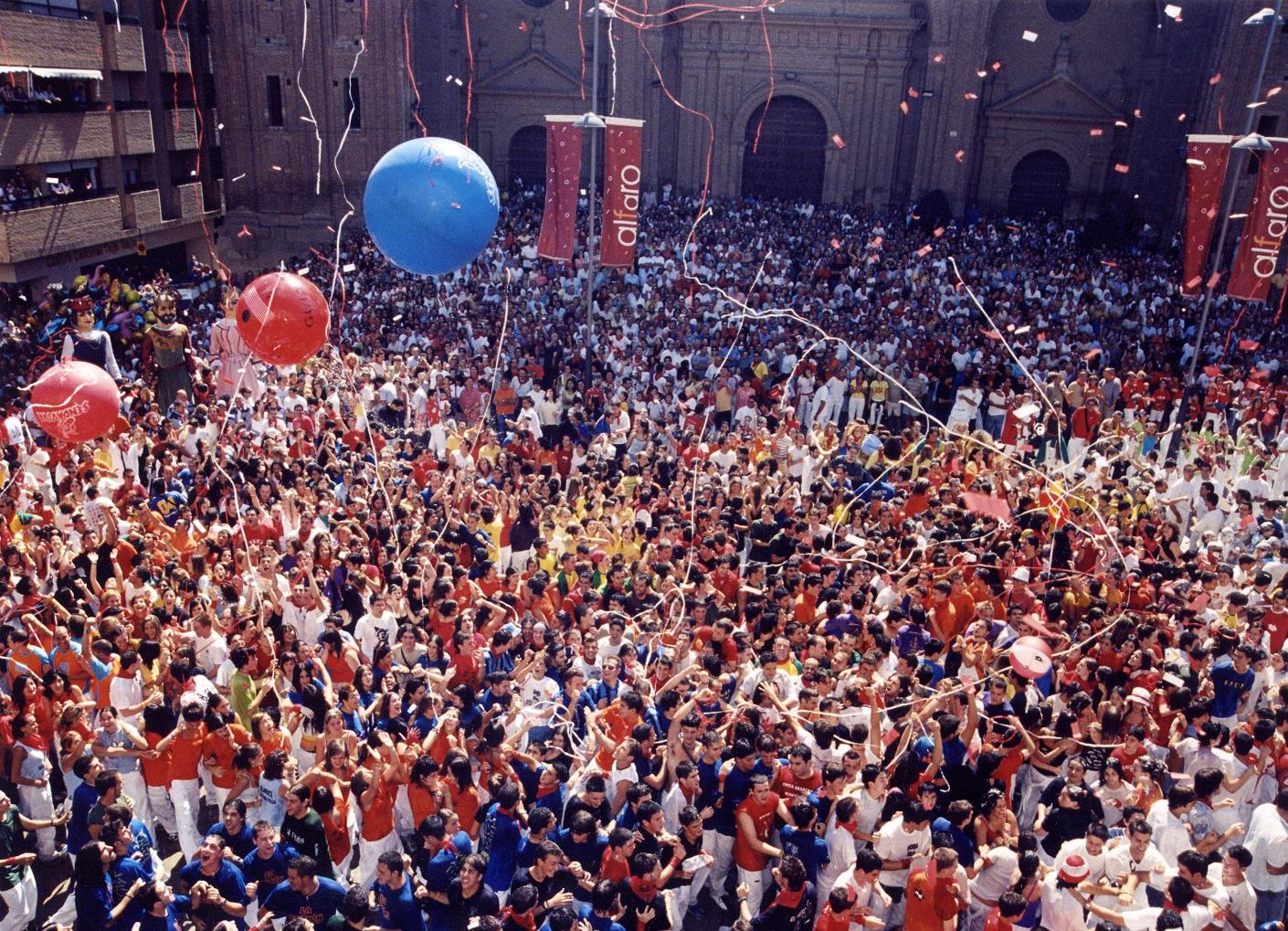
Fiestas de S. Roque y S. Ezequiel

- Semana Santa: Se celebran procesiones desde el Domingo de Ramos hasta el Viernes Santo. Se llevan a cabo por las cofradías de la Veracruz, el Santo Entierro y la Soledad. Siendo una de las semanas santas más monumentales de La Rioja Baja.
- Fiesta de los Judas: El Domingo de Resurrección, se hace la quema del Judas. En distintas calles de la ciudad se suspende un muñeco que representa a Judas, hecho a base de trapos y paja y vestido con ropas viejas, y al mediodía se le prende fuego entre la algarada de pequeños y mayores (Quema del Judas). La festividad continúa en el campo con una comida a base de tortillas de diferentes productos (espárragos, ajos tiernos, chorizo, setas,...) para "espantar a Judas". Ha sido declarada Fiesta de Interés Turístico en La Rioja.[16]
- Fiestas de Mayo: tienen lugar en torno al 15 de mayo. Se realizan encierros y corridas de toros, y una feria de artesanía que año tras año se va convirtiendo en una de las más importantes de la región, con alrededor de 100 puestos artesanales que van desde labores a embutidos, jabones, herrería, etc.
- Fiestas de San Roque y San Ezequiel Moreno: El 14 de agosto empiezan las fiestas mayores de Alfaro. Son siete días seguidos de diversión y entretenimiento: desfiles, encierros, corridas de toros, charanga, conciertos, actuaciones, concursos, verbenas, fuegos artificiales... hacen de estas fiestas unas de las más visitadas de la zona. Cada año miles de personas se agolpan en la plaza de España y en calles colindantes esperando al cohete anunciador, el chupinazo. Cuando este estalla empieza una batalla de globos de agua, gaseosa, harina etc y luego se recorren las calles con la charanga y pidiendo a los vecinos que echen agua desde sus balcones y ventanas para refrescarse y de paso limpiarse un poco. S. Roque y S. Ezequiel acaba el día 20 con el entierro de la cuba, a las 12 de la noche se recorren las calles de Alfaro que llevan hasta uno de los puentes del Alhama y se lanza la cuba al río, poniendo fin así a las fiestas.
- Fiestas de la Virgen del Burgo: Estas fiestas suelen durar del 8 al 10 de septiembre, y se celebran en honor a la Virgen del Burgo, que tiene una iglesia en su honor, aunque su variación está sujeta al calendario. Cabe destacar el acto de la ofrenda floral a la Virgen donde todos sus fieles la adornan con diferentes ramos.

### Deporte

#### Equipos Deportivos
- En Alfaro el club de fútbol de la ciudad es el Club Deportivo Alfaro el cual es el segundo club más antiguo de toda La Rioja detrás del Haro Deportivo. Este cuenta con una gran historia llegando a militar en 2.ª RFEF, este a su vez cuenta con el filial Club Deportivo Alfaro "b".
- Por último se encuentra la Escuela Fútbol Base Alfaro, este es el club para categorías inferiores, desde Prebenjamín hasta Cadete.
- El Club Deportivo Damar abarca las categoría inferiores, este sería desde niños de 4-5 años hasta los 9-10 años de edad.
- El Club Baloncesto Alfaro es el club de baloncesto de la ciudad, este a su vez empieza la formación desde la categoría BabyBasket hasta Cadete, actualmente milita en Primera Autonómica.
- El Club Deportivo Graccurris es el equipo insignia en el fútbol sala de Alfaro, este cuenta con una gran historia llegando a militar en 2.ª B. Actualmente cuenta con infantil, cadete, juvenil y 3.ª división.
- El Club Voleibol Alfaro es el club de voleibol de Alfaro, este participa en torneo en diferentes pueblos de La Rioja.
- El Club Ciclista Gracus es el club ciclista de Alfaro.

#### Instalaciones deportivas
- Polideportivo La Molineta, el complejo deportivo cuenta con dos piscinas, tres pistas de fútbol sala, dos pistas de pádel, tres pistas duras de tenis y una pista vóley playa. También cuenta con un gimnasio privado de la empresa "IN SPORT"
- Pabellón Gonzalo de Berceo, pista de fútbol sala, baloncesto y voleibol. Es parte del Instituto de educación secundaria Gonzalo de Berceo.
- Pabellón Obispo Ezequiel Moreno, pista para el uso de baloncesto y voleibol.